# CRS4
El Centre de Recerca, Desenvolupament i Estudis Superiors a Sardenya (Centro di ricerca, sviluppo e studi superiori in Sardegna o CRS4), nasqué el 30 de novembre del 1990 per voluntat de la Regió Autònoma de Sardenya, com a centre de càlcul pel futur parc científic i tecnològic i, més en general, com a propulsor de la innovació d'alta tecnologia a Sardenya.
Inicialment presidit pel premi Nobel de Física Carlo Rubbia, del 1990 al 1999, tingué com a president el físic Nicola Cabibbo del 2000 al 2003, i del 2006 al 2014 Paolo Zanella del 2014 al 2017 Luigi Filippini. Des del 13 juny del 2017 el president és Annalisa Bonfiglio.
El CRS4, a la seva història, s'ha distingit per alguns fites relacionades amb la Internet: realitzà al setembre del 1993 el primer lloc web italià (www.crs4.it), contribuí a crear el 1994 el primer diari web europeu (L'Unione sarda) i és un dels primers i majors proveïdors d'accés a Internet (vídeo en línia). El CRS4 és un centre de recerca privat (SRL uninominal), però el soci únic és l'ens regional Sardegna ricerche.
El 2016 el centre ocupa 148 persones i les seves línies d'activitat es divideixen en 6 sectors de recerca estratègics:
- Biociències
- Computació intensiva de dades
- Energia i medi ambient
- Computació i xarxes d'alt rendiment
- Societat de la informació
- Computació visual

El CRS4 és un dels principals centres de càlcul italians i està equipat amb la primera plataforma a Itàlia dedicada a la genotipificació i a la seqüenciació massiva de l'ADN i amb un laboratori d'Informàtica Visual de tecnologia punta.